# Johannes Caspers

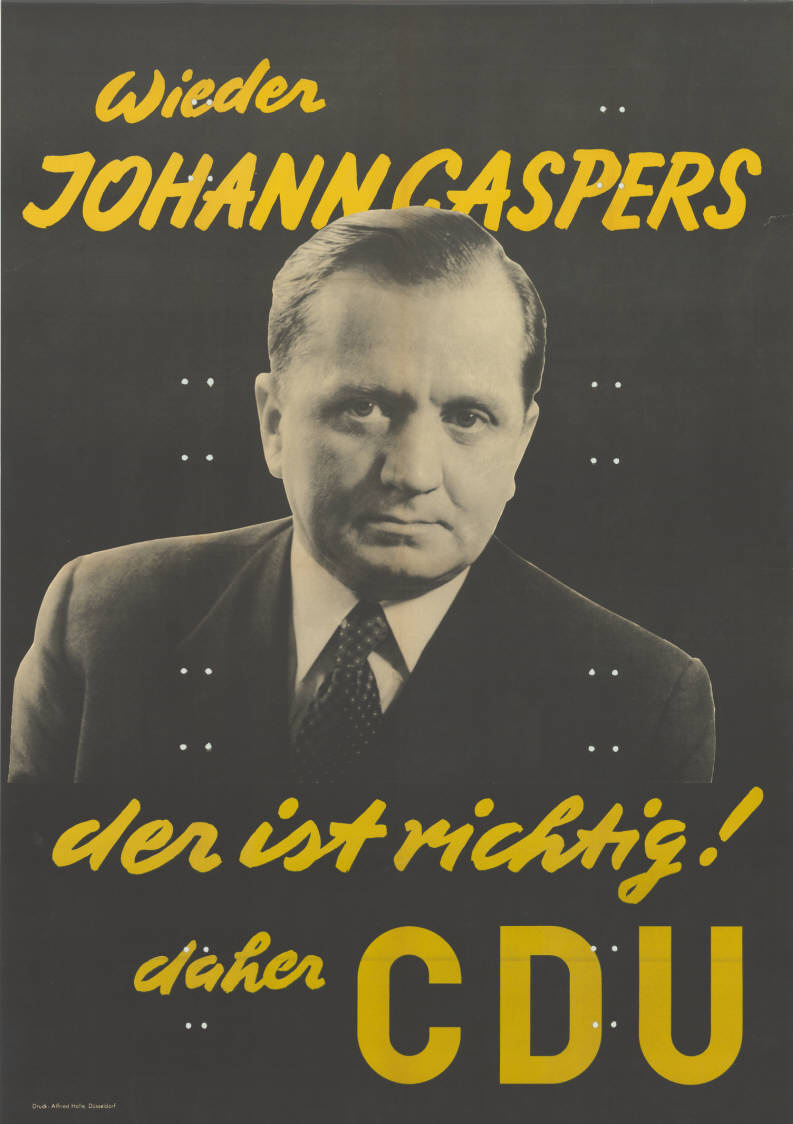
Johannes Caspers auf einem Wahlplakat

Johannes Caspers (* 8. Juni 1910 in Steinborn in der Eifel; † 20. September 1986 in Düsseldorf) war ein deutscher Politiker der CDU.

## Leben und Beruf
Nach dem Abschluss der Volksschule in Düsseldorf 1924 absolvierte Caspers eine Schreinerlehre und war von 1927 bis 1932 als Schreinergeselle tätig. Nebenher besuchte er die Volkshochschule und sozialwissenschaftliche Kurse der Katholischen Arbeiterbewegung (KAB). 1932/33 absolvierte er einen Lehrgang an der Fachschule für Wirtschaft und Verwaltung und war anschließend im Lebensmittelgroßhandel tätig. Von 1940 an war er Soldat und geriet Ende des Zweiten Weltkrieges in Kriegsgefangenschaft, aus der er 1946 zurückkehrte. Aus seiner ersten Ehe hatte er drei Kinder. Herrmann-Josef und die Zwillinge Gertrud und Leo. Seine erste Frau verstarb 1949.
Von 1947 an war Caspers Arbeitersekretär bei der KAB in Düsseldorf.

## Partei
Von 1928 bis 1933 gehörte Caspers dem Windthorstbund, der Jugendorganisation des ZENTRUMS an. 1946 trat er der CDU bei und wurde 1947 Mitglied des Kreisvorstandes Düsseldorf.

## Abgeordneter
Ab 1946 war Caspers Stadtverordneter in Düsseldorf. Er gehörte dem Deutschen Bundestag von 1953 bis 1961 an. Er vertrat den Wahlkreis Düsseldorf II im Parlament.

## Ehrungen
- 1968: Verdienstkreuz 1. Klasse der Bundesrepublik Deutschland